# 2-Methylimidazol
2-methylimidazol je organická sloučenina, strukturně příbuzná imidazolu, se sumárním vzorcem C4H6N2. Je to bílá nebo bezbarvá pevná látka, která je dobře rozpustná v polárních organických rozpouštědlech a ve vodě. Je prekurzorem řady léků a také ligandem v koordinačních sloučeninách .

## Příprava a reakce
Připravuje se kondenzací glyoxalu, amoniaku a acetaldehydu pomocí Radziszewského reakce.
2-Methylimidazol se používá ke koordinaci histidinu na hemokomplexy. Může být deprotonován za vzniku koordinačních polymerů na bázi imidazolátu.

## Využití
2-Methylimidazol je prekurozrem několika členů nitroimidazolových antibiotik, která se používají k boji proti anaerobním bakteriálním a parazitárním infekcím.

Nitroimidazole antibiotics and antiprotozoals containing 2-methylimidazole cores:
Dimetridazol
Metronidazol
Secnidazol
Ornidazol
Tinidazol
Carnidazol

## Bezpečnost
Má nízkou toxicitu s LD50 (potkan, orální podání) 1300 mg/kg, ale silně dráždí pokožku a oči.